# フアン・コルティナ

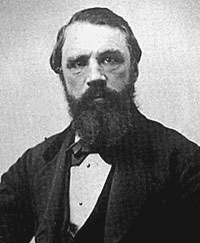
フアン・コルティナ

フアン・ネポムセノ・コルティナ・ゴセアコチェア（Juan Nepomuceno Cortina Goseacochea、1824年5月16日 – 1894年10月30日）はメキシコ人農場主、政治家。リオグランデ谷地域でテキサスのアングロ人によるメキシコ人 / メキシコ系アメリカ人への暴虐行為に立ち向かった民衆のヒーロー。

## 若年時代及び信念
フアン・コルティナは 1824年5月16日、メキシコのタマウリパス州カマルゴで牧場を営んでいた両親（母エステファナ・ホセアコチェアと父トリニダッド・コルティナ）の間に生まれた。3 歳の時、テキサスのリオグランデ谷下流の町マタモロスとブラウンズビルにまたがる広大な土地を母親が相続することになり家族で引越す。1846年、彼が 22 歳の時、ザカリー・テイラー将軍率いるアメリカ合衆国陸軍は、当時メキシコが主張していた米墨国境であるヌエセス川を越境してメキシコ領内に侵入した。この進軍を阻止するためにマタモロスに派遣されたマリアーノ・アリスタ将軍配下のメキシコ軍にコルティナは参加する。アリスタ将軍はコルティナに対し、近在の牧夫らを集めて軍隊を組織するよう命じた。この非正規軍である騎兵連隊（「タマウリパス (Tamauripas) と呼ばれた」）をコルティナが指揮し、米墨戦争の発端となったパロ・アルトの戦いやレサカ・デラ・パルマの戦いなどに参戦した。
米墨戦争が 1848年2月2日のグアダルーペ・イダルゴ条約により終結し、新しい国境が策定されたため、コルティナ一族の保有していた土地の多くが米国領となってしまった。新しいテキサス州当局者は彼の土地所有の主張の多くを無効にしたが、それでもコルティナは南テキサス民主党の要職に就き、依然として大農場主であった。他のメキシコ人土地所有者の多くも同様に土地を奪われ、ブラウンズビルの有力な弁護士と判事のグループを相手に、アメリカの新しい法律に無知なメキシコ人から土地を奪ったとして訴えるなど、対立が次第に深まっていった。「人間を装った吸血鬼共は、猛獣狩りをするようにメキシコ人を追いかけ、殺しまた投獄することで財産を強奪していった。」と彼は書き記している。彼自身も牛泥棒のかどで 2 度ほど起訴された。しかし、彼は既に多くの貧しいテハーノ（Tejano、テキサスが米領となったためアメリカ国籍となった元メキシコ人）らの支持を得ており、この起訴がアングロ人（アメリカからテキサスに来た白人）による単なる嫌がらせに過ぎないと判っていたので逮捕されることは無かった。テハーノの権利を守る目的でコルティナは私兵による軍隊を組織し、実際にそれはある程度機能した。その結果彼は貧しい階層の人たちのリーダー的存在となり、アングロ人による権力の濫用に立ち向かうヒーローと見られるようになった。

## コルティナ戦争
1859年7月13日、コルティナとブラウンズビル当局者の緊張はついに暴力という形で爆発した（第一次コルティナ戦争）。この日、ブラウンズビルの保安官であるロバート・シアーズがコルティナの元使用人であるトマス・カブレラ（コーヒーショップで酔って暴れていたといわれる）を痛めつけているところにたまたまコルティナが通りかかった。コルティナがこの一件は自分に預からせてくれと頼んだが、保安官が「メキシコ人の癖して何を言ってやがる」と答え、暴行を止めなかった。コルティナが空に向けて威嚇射撃を行ってもシアーズ保安官はまだ暴行を続けたため、今度は肩を撃った。そしてカブレラを馬に乗せて町を出た。翌週以降、緊張が高まっていき、ついに 9月28日、コルティナは 40 ないし 80 人の手勢でブラウンズビルを襲撃・占領した。この襲撃で、彼がその敵として捉えたいと思っていた者のほとんどは既に町から逃げ出してしまっていたが、1 人の刑務所看守を含む 5 人をメキシコ人虐待のかどで処刑した。
ブラウンズビルの有力者数名がリオグランデ川を渡りマタモロスを訪れ、コルティナに影響力を持つホセ・マリア・カルバハルに面会して説得を行った。コルティナは了解して 9月30日にはキャメロン郡のサンタ・リタにある自分の牧場に引き揚げた。この引き揚げに際して声明文を発表した。内容はテキサスに住むメキシコ人の権利を主張し、この権利を侵すものは罰せられることを要求するものだった。ブラウンズビルではコルティナが撤退した直後に町の有志 20 人ほどで「ブラウンズビル・タイガース」と称する自警団を結成し、また、アメリカの報復を恐れたマタモロスからも民兵が送られてこの自警団に加わった。この自警団は町に舞い戻ったトマス・カブレラを再逮捕した。
11月に入りブラウンズビル・タイガースはコルティナが数マイルしか離れていないサンタ・リタの母親の牧場にいることを突き止め、メキシコから送られたキャノン 2 門を装備して襲撃を行った。しかしコルティナ軍に簡単に敗れ、キャノンまでも鹵獲されてしまった。コルティナはカブレラを釈放しなければ町を焼き払うと警告した。その直後にウィリアム・トービンが率いるテキサス・レンジャーの中隊 (Company) が合流したが、彼らは規律も何も無いゴロツキ集団であり、翌日には状況を考えずにカブレラを吊るし首にしてしまった。さらにコルティナの潜む農場の襲撃を試みたが、これまたあっさりと撃退されてしまった。11月23日にコルティナは第二の宣言を発表した。内容はテキサス州知事サミュエル・ヒューストンに宛てたもので、テキサスに住むメキシコ系住民の財産の正当な保護を訴えるものだった。12月になるとテキサス・レンジャーの別部隊（ジョン・フォード指揮）が合流した。こちらは人数も多く、かつ統制がとれていた。さらにサミュエル・ハインツェルマン指揮の合衆国陸軍も到着した。12月7日、フォードとハインツェルマンの合同軍はコルティナ軍と会戦し（リオグランデシティの戦い）、コルティナ軍は 60 人以上の犠牲者を出し完敗、コルティナはメキシコのブルゴス山中に逃げ込み、第一次コルティナ戦争は幕を閉じた。
その後 1 年以上、コルティナは姿を現さなかったが、テキサスが合衆国を離脱し南北戦争が勃発した 1861年、北軍協力者になったコルティナがザパタ郡のカリーゾを襲撃した。これが第二次コルティナ戦争と呼ばれることがある。この襲撃はサントス・ベナビデス率いる南軍部隊とのカリーゾの戦いで敗北を喫し、18 人を失い再びメキシコに逃げ込んだ。コルティナによる米国内における組織的な戦闘はこれ以降発生していない。

## 後年の政治キャリア
1862年、フランスによるメキシコ侵攻の端緒となったプエブラの会戦ではイグナシオ・サラゴザ将軍率いるメキシコ軍に参加し、フランス軍撃退に一役買ったが、その後フランスが盛り返してメキシコシティーを占領する過程では一時的にフランス側に与し、タマウリパス州での自分の地位を確固なものにした。そしてすぐにまたメキシコ側に立ち、私兵を組織してタンピコに上陸しようとしたフランス軍を撃退するなどの戦果を挙げ、メキシコからのフランス軍掃討に貢献した。ケレタロでの皇帝マキシミリアン処刑（銃殺）も現場で立ち会った。この間（メキシコ帝国時代）、メキシコでは政府関係者不在の状態が続いたため、1864年と 65年の 2 度、コルティナは自らをタマウリパス州知事および北部メキシコ軍の将軍に任命した。66年にも同様なことを行ったがこのときはタピア将軍に従って辞任した。
1870年、コルティナが再び国境付近に戻ってきたときには、彼に対するテキサスのアングロ人の感情も変わってきていた。すなわち、南北戦争で北軍に協力し重要な役割を果たしたというもので、これによりブラウンズビルでの行事に何度も来賓として招待され、ついにはブラウンズビルの前市長を含むリオグランデ谷地域の有力者 41 人の署名を集めて、コルティナ戦争における犯罪容疑の赦免嘆願が行われた。この嘆願は 1871年、州議会の第二読会で否決されてしまったが、コルティナはメキシコ系及びアングロ系双方から同情された。メキシコ側においても同様で、彼は准将に任命され、タマウリパス州最大の部隊を「コルティナ部隊」と命名するほどであった。

## 逮捕
しかしコルティナの栄光の日々も長くは続かなかった。コルティナはトゥシュテペック計画やディアスを支持し、ディアスを大統領に擁立するクーデターのために挙兵したこと、及び逃亡した将軍らを匿ったことが、ベニート・フアレスやその政権を引き継いだセバスチャン・テハダ大統領の怒りに触れた。1875年、テキサスの裕福な農場主らから起こされた家畜泥棒の訴えを口実として、コルティナは逮捕されメキシコシティーに送られた。
翌 1876年11月29日、ディアスが大統領に就任し、一旦はコルティナもタマウリパスに戻ることを許された。しかしタマウリパスで再び兵を集めようとした矢先に、ディアスがコルティナに対する拘束命令を出し、2 度目の収監となりメキシコシティーに逆戻りした。
ディアスがなぜコルティナ逮捕を決意したかについては様々な要因が挙げられるが、一番にはコルティナのタマウリパスに対する執念であり、このことがディアスにとっては信頼できず、また不安定なものと写り、しかもコルティナはそれまでに何度も裏切りを行ってきた実績を持っていたことが指摘される。また、南テキサスの大農場主からディアスに対して 50,000 ドルとも 200,000 ドルともいわれる寄付が行われ、その目的はコルティナの米国領への襲撃行為を止めさせてほしいという請願であった。最も重要なのは、ディアスは政府を絶対的なコントロール下に置きたかった（現に中断を挟み 33 年間も大統領を務めた）ことであり、僅かでも彼の考えに逆らうような兆候が見られる者は理由によらずそれを除去しようとする性格から来るものだと考えられている。さらには、米国政府では、コルティナの過去の行動から、依然としてテキサスのキャメロン郡（郡都ブラウンズビル）を自分の町として統治する野心を抱いていると考えており、この心配を除去したいというプレッシャーをディアスに与えたことも考慮する必要はあろう。
長い間コルティナと敵対関係にあったホセ・カナレス将軍が逮捕命令を執行した。実際は拘束して射殺せよと命令されていたが、タマウリパスの民衆による報復を恐れてメキシコシティーに連行、裁判も判決もなくサンティアゴ・トラルテラルコの軍刑務所に収監された。10 年以上後の 1890年に解放され大きな農場を与えられたが、以降コルティナがメキシコで権力を持つことはなかった。1894年10月30日、メキシコシティーのアスカポツアルコで死んだ。